# Madison Grant
Madison Grant (Nueva York, 19 de noviembre de 1865-Nueva York, 30 de mayo de 1937) fue un abogado estadounidense, conocido sobre todo por su trabajo como eugenesista, conservacionista y promotor del racismo científico. Grant es menos conocido por sus logros en el campo de la conservación que por su defensa pseudocientífica del nordicismo, una forma de racismo que considera superior a la "raza nórdica".
Como supremacista blanco dedicado a la eugenista, Grant fue autor de La caída de la gran raza (1916), uno de los textos racistas más famosos de su tiempo y desempeñó un papel activo en la elaboración de leyes de restricción de la inmigración y contra el mestizaje en Estados Unidos. Como conservacionista, se le atribuye la salvación de especies como el bisonte americano,ayudó a crear el zoológico del Bronx, el Parque Nacional de los Glaciares y el Parque nacional y reserva de Denali, siendo además cofundador de la Liga para Salvar las Secuoyas. Grant desarrolló gran parte de la disciplina de la gestión de la fauna salvaje.

## Primeros años
Grant nació en la ciudad de Nueva York, donde vivió toda su vida, hijo de Gabriel Grant, un médico y cirujano muy conocido durante la Guerra Civil, y de Caroline Manice. De niño asistió a escuelas privadas y viajó con su padre por Europa y Oriente Medio. Cursó estudios en Yale, graduándose tempranamente y con honores en 1887. Estudió leyes en la Columbia Law School y, aunque comenzó a ejercer como abogado poco después, sus intereses eran sobre todo los de un naturalista. Nunca se casó ni tuvo hijos. Su primera incursión en la política fue, junto con su hermano De Forest Grant, la participación en la campaña electoral del alcalde de Nueva York William Strong en 1894.

## Nordicismo
Grant debe su fama principalmente a su popular libro (La caída de la gran raza) de 1916, un elaborado trabajo sobre higiene racial que detalla la historia racial de Europa, considerado uno de los más influyentes y exaltados que sobre el racismo científico y la eugenesia hayan salido de los Estados Unidos. Nacida de las preocupaciones de Grant acerca del cambio en la composición de la inmigración a América a principios del siglo XX (caracterizada por el incremento de inmigrantes procedentes de la Europa meridional y oriental con respecto a los de la Europa occidental y septentrional), The Passing of the Great Race era una interpretación racial de la historia y de la antropología contemporáneas que pivotaba sobre la idea de «raza» como el motor básico de la civilización. Específicamente promovía la idea de la «raza nórdica» (una ambigua agrupación biológico-cultural enraizada en Escandinavia) como el grupo social clave responsable del desarrollo humano; así el subtítulo del libro era The Racial Basis of European History («La base racial de la historia europea»). Como eugenesista convencido, Grant abogó siempre por la separación, la cuarentena e incluso la desaparición de los rasgos «indeseables» y de los «tipos raciales sin valor» dentro del capital genético humano; así como por la promoción, la difusión e incluso la restauración de los rasgos «deseables» y de los «tipos raciales valiosos» conducentes a la sociedad nórdica:

Un sistema rígido de selección para eliminar a los débiles o inadaptados —es decir, a los fallos sociales— solucionaría toda la cuestión en cien años y nos permitiría además librarnos de los indeseables que atestan nuestras cárceles, hospitales y manicomios. El individuo mismo puede ser nutrido, educado y protegido por la comunidad durante toda su vida, pero el estado, mediante la esterilización, debe cuidar de que su línea termine con él, o de lo contrario caerá sobre las generaciones futuras la maldición de una carga cada vez mayor de equivocado sentimentalismo. Es esta una solución práctica, compasiva e inevitable para el problema en su conjunto, que se puede aplicar a un círculo cada vez mayor de descartes sociales, comenzando siempre con el criminal, el enfermo, y el loco, y extenderse gradualmente a tipos que podemos llamar débiles más que defectuosos y quizás en última instancia a los tipos raciales sin valor.

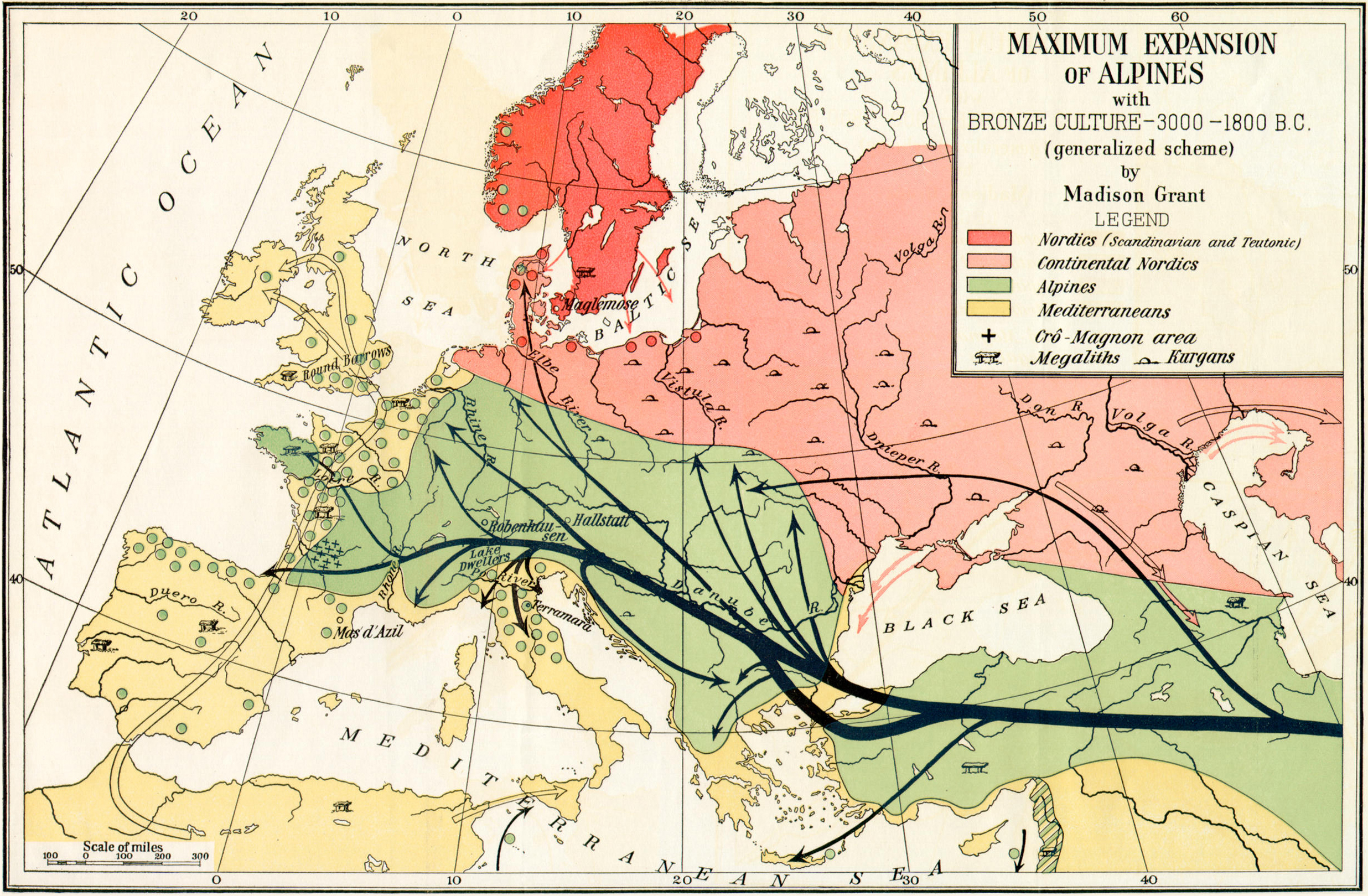
«Expansión máxima de los alpinos (3000–1800 a. C.)» (mapa de The Passing of the Great Race) mostrando las esencialmente campesinas migraciones de los alpinos en Europa, con los nórdicos escandinavos y teutones en rojo, los nórdicos continentales en rosa, los alpinos en verde y los mediterráneos en amarillo.

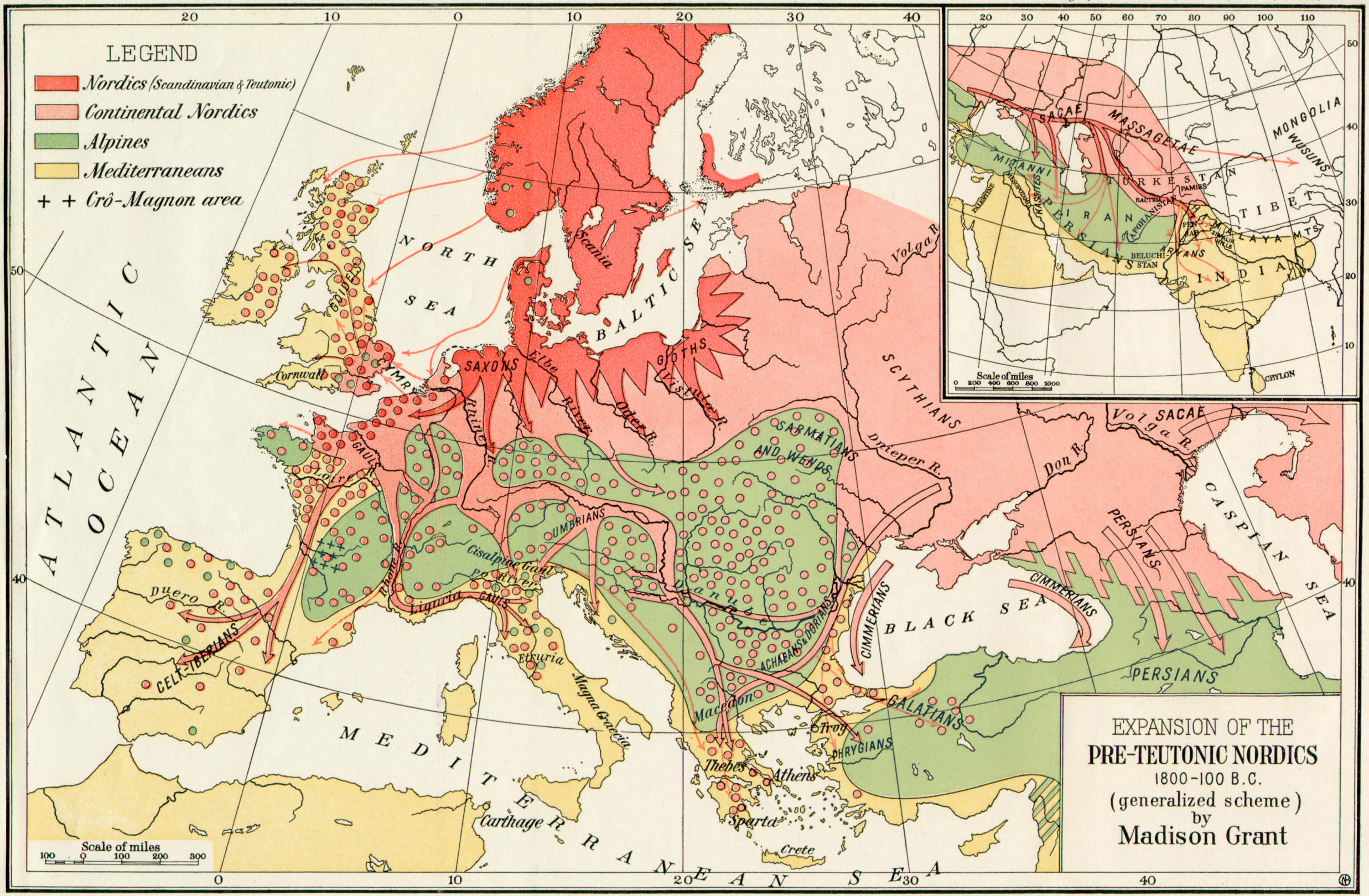
«Expansión de los nórdicos pre-teutónicos (1800–100 a. C.)» (mapa de The Passing of the Great Race) mostrando la influencia nórdica temprana extendiéndose sobre el continente.

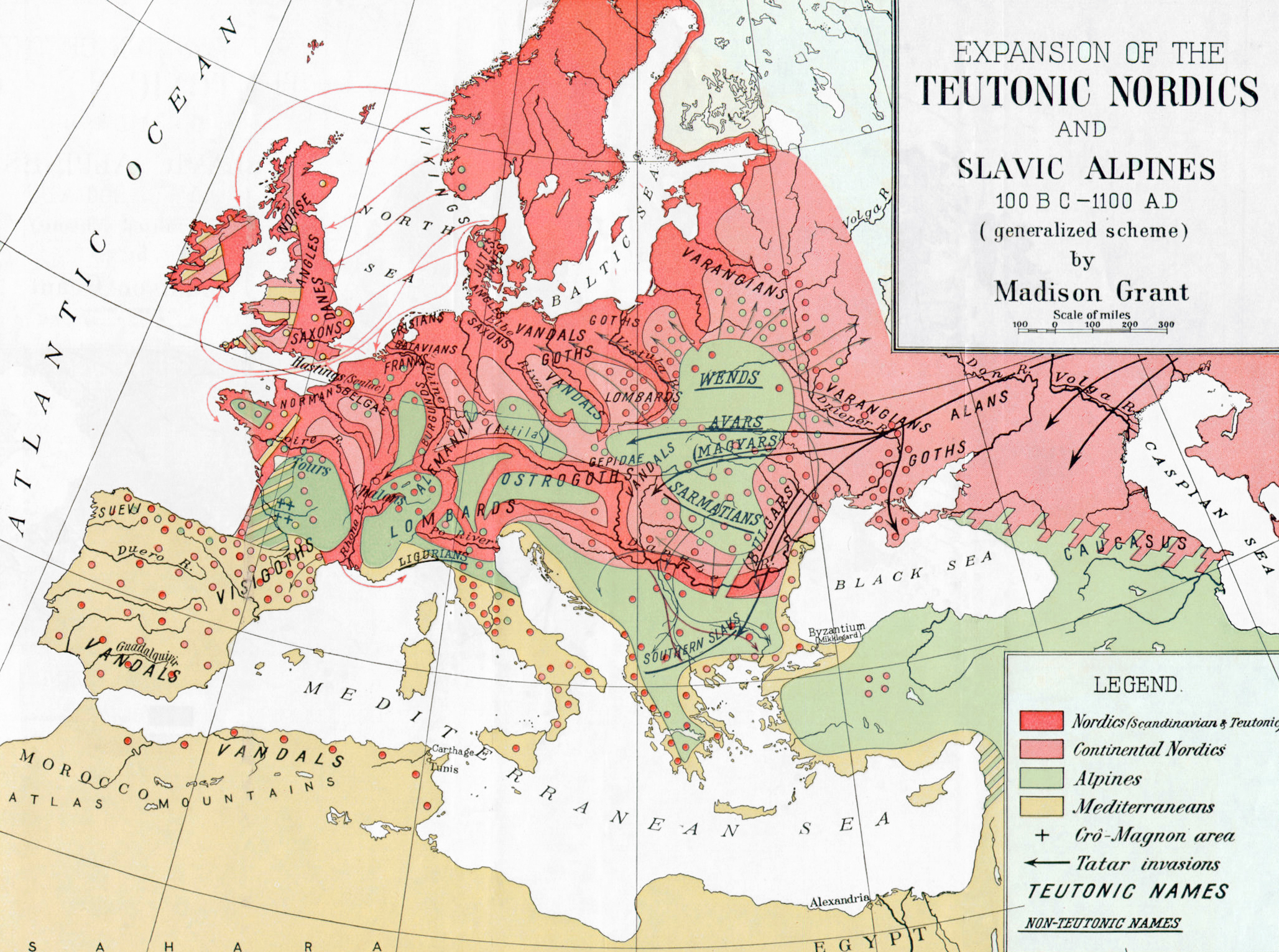
«Expansión de los nórdicos teutónicos y de los eslavos alpinos (100 a. C.–1100 d. C.)» (mapa de The Passing of the Great Race) mostrando las siguientes expansiones nórdicas y de los alpinos.

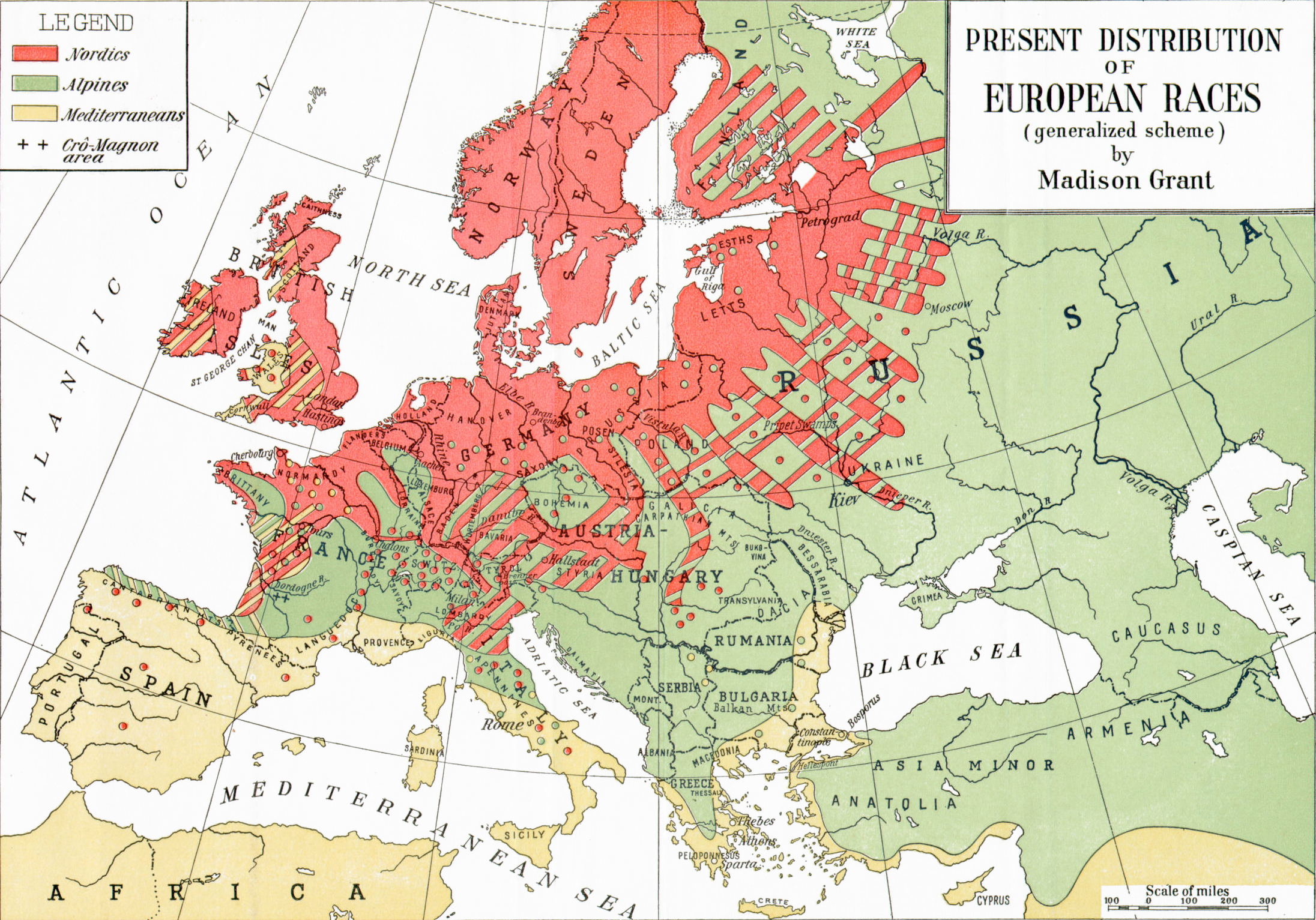
«Distribución actual de las razas europeas» (mapa de The Passing of the Great Race), que muestra la visión de Grant del statu quo.

Su trabajo también incluye recomendaciones como instalar organizaciones civiles a través del sistema de salud pública a fin de establecer en sus campos particulares cuasi-dictaduras con poderes administrativos para segregar las razas indeseables en guetos. También menciona que la extensión de los tipos raciales no-nórdicos en el interior del sistema de libertades nórdico significaría realmente el sometimiento a los deseos, las pasiones y los comportamientos más primitivos. La consecuencia de esta corrupción de la sociedad sería el sometimiento de la comunidad nórdica a las razas «inferiores» que acabarían inevitablemente deseando la dominación por parte de aquellos «superiores» que emplearan poderes autoritarios. El resultado sería la inmersión de las razas nórdicas indígenas bajo un corrupto y enfermizo sistema dominado por razas inferiores y ambos finalmente serían sometidos por una nueva clase racial dominante.
El nordicismo, según la formulación de Grant, era similar a muchas filosofías raciales del siglo XIX que dividían la especie humana en tres razas principales: caucasoide (Europa), negroide (África), y mongoloide (Asia). Sin embargo el nordicismo subdividía los caucasoides en tres grupos: nórdicos (que habitaban el norte de Europa y otras partes del continente), alpinos (cuyo territorio comprendía la Europa central y partes de Asia), y mediterráneos (que habitaban el sur de Europa, el norte de África y el Oriente Medio).
En opinión de Grant, los nórdicos probablemente se desarrollaron en un clima tal que «debió imponer una rígida eliminación de los defectuosos a causa de los duros inviernos y de la necesidad de la industria y de la previsión en el abastecimiento durante el corto verano de alimentos, ropa y cobijo para todo el año. Tales demandas de energía, al ser constantes, debieron producir una raza fuerte, viril y autónoma que abrumaría inevitablemente en la batalla a las naciones cuyos elementos más débiles no habían sido purgados al vivir en un ambiente menos severo». El humano «protonórdico», razonaba Grant, probablemente se desarrolló en el este de Alemania, Polonia, y Rusia antes de emigrar hacia el norte a Escandinavia.
El nórdico, en su teoría, era el homo europæus, el hombre blanco por excelencia. «En todos los lugares se caracteriza por ciertas especializaciones únicas, a saber: pelo rubio y ondulado, ojos azules, piel clara, nariz alta, estrecha y recta, que se asocian con una gran estatura, y un cráneo alargado, así como con abundancia de pelo en la cabeza y en el cuerpo». Grant clasificó la alpina como la inferior de las tres razas europeas, con la nórdica en el pináculo de la civilización.

Los nórdicos son, en todo el mundo, una raza de soldados, marinos, aventureros y exploradores, pero sobre todo de gobernantes, organizadores y aristócratas en agudo contraste con el carácter esencialmente campesino de los alpinos. El honor, la caballerosidad y la capacidad de supervivencia en las peores circunstancias, son rasgos característicos de los nórdicos. El feudalismo, las distinciones de clase y el orgullo de raza entre los europeos son atribuibles en su mayor parte al norte.

A pesar de conocer la teoría de la migración nórdica en el Mediterráneo, Grant la rechaza como explicación de las altas características de la civilización en el mundo greco-romano. 

Las capacidades mentales de la raza mediterránea son bien conocidas y esta raza, mientras que es inferior en fortaleza corporal a la nórdica y a la alpina, es probablemente superior a ambas, ciertamente a la alpina, en logros intelectuales. En el campo del arte su superioridad a las otras dos razas europeas es incuestionable.

Aunque Grant concedió a los mediterráneos capacidad para el arte, según la cita anterior, comenta más adelante en el texto que los auténticos logros mediterráneos se alcanzaron únicamente mediante la mezcla con los nórdicos:

Esta es la raza que dio al mundo las grandes civilizaciones de Egipto, de Creta, de Fenicia incluyendo Cartago, de Etruria y de Micenas. Nos dio, cuando se mezcló y vigorizó con los elementos nórdicos, la más espléndida de todas las civilizaciones, la de la antigua Hélade, y la más duradera de las organizaciones políticas, el Estado Romano. En qué medida la raza mediterránea se introdujo en la sangre y en la civilización de Roma, es difícil decirlo ahora. Pero las tradiciones de la Ciudad Eterna, su amor por la organización, por la ley y por la eficacia militar, así como los ideales romanos de la vida de familia, de la lealtad y de la verdad, señalan claramente a un origen nórdico más que mediterráneo.

Según Grant, los nórdicos permanecían en un calamitoso estado en el mundo moderno, donde debido a su abandono de los valores culturales enraizados en un religioso o supersticioso proto-racialismo, estaban a punto de perpetrar un «suicidio racial» mediante la cohabitación con y el descaste por una raza inferior que se aprovechaba de la transición.
El libro fue inmensamente popular y tuvo múltiples reediciones en los Estados Unidos. Se tradujo a muchos otros idiomas, en particular al alemán en 1925. En 1937 se habían vendido 16 000 copias del libro solo en los Estados Unidos. El nordicismo fue también decididamente abrazado por el movimiento de higiene racial en Alemania en los años 1920 y 1930; sin embargo, utilizaron habitualmente el término «ario» en vez de «nórdico», aunque el principal ideólogo nazi, Alfred Rosenberg, prefería «ario-nórdico» o «nórdico-atlante». Stephen Jay Gould describió The Passing of the Great Race como «el más influyente tratado del racismo científico americano». El trabajo de Grant fue abrazado por los ideólogos del movimiento nacionalsocialista en Alemania; Passing fue el primer libro no alemán que los nazis reeditaron al tomar el poder y Adolf Hitler escribió a Grant: «El libro es mi Biblia». 
El trabajo de Grant, por ser un asunto de discusión popular en los Estados Unidos desde su publicación hasta los años 1930, fue frecuentemente atacado por científicos que lo consideraban poco más que racismo aderezado con acercamientos de aficionado a la historia y a la antropología. Uno de sus principales opositores fue el antropólogo Franz Boas, con quien Grant, según se cuenta, no estrecharía la mano debido a que Boas era de religión judía. Boas y Grant estuvieron implicados en una amarga lucha por el control sobre la disciplina de la antropología en los Estados Unidos mientras ambos prestaron servicio (junto con otros) en el Comité de Antropología del National Research Council después de la Primera Guerra Mundial. Grant representaba en esa época la rama hereditaria de la antropología física, a pesar de su estatus de relativo aficionado, y mantuvo un fuerte enfrentamiento con el propio Boas (y sus estudiantes), que abogaba por la antropología cultural. Boas y sus estudiantes arrebataron a Grant y a sus partidarios el control de la Asociación Angloamericana de Antropología y la utilizaron como buque insignia de su propia corriente antropológica. En respuesta Grant fundó en 1918 la Galton Society con el eugenesista y biólogo estadounidense Charles Davenport como una alternativa a Boas. 
Grant abogó por restringir la llegada de inmigrantes del este de Asia y del sur de Europa a Estados Unidos; también promovió la purificación de la población estadounidense mediante la reproducción selectiva. Asumió el cargo de vicepresidente de la Immigration Restriction League desde 1922 hasta su muerte. Actuando como experto en datos raciales, Grant proporcionó también estadísticas para la Immigration Act of 1924 que fijaba los contingentes de inmigración desde ciertos países europeos. Incluso después de aprobada la ley, Grant seguía molesto porque se permitiera cada año, aunque en pequeño número, la entrada en el país de inmigrantes no nórdicos. Colaboró además en la aprobación y en la aplicación de varias leyes anti-mestizaje, en particular la Racial Integrity Act of 1924 en el estado de Virginia, donde intentó codificar como ley su particular versión de la «regla de una sola gota».
Aunque Grant tuvo gran influencia a la hora de legislar su visión de la teoría racial, en la década de 1930 empezó a perder el favor de los estadounidenses. El decreciente interés por su trabajo se ha atribuido tanto a los efectos de la Gran Depresión, que provocó una reacción generalizada contra el darwinismo social y las filosofías relacionadas, como al cambio de intereses sobre temas raciales en los Estados Unidos durante el período de entreguerras. Más que dividir Europa en grupos raciales separados, la teoría birracial del protegido de Grant Lothrop Stoddard se centraba en la distinción negro-blanco y llegó a ser más dominante durante la resaca de la Gran Migración Negra desde los estados sureños a los del norte y oeste. La ascensión de los nazis en Alemania también contribuyó al descenso de popularidad de Grant, ya que la semejanza de sus teorías, abiertamente racistas, con las de estos se convirtió en una acusación incluso antes de que Estados Unidos entrara en la Segunda Guerra Mundial.

## Conservacionismo
Grant fue gran amigo de varios presidentes estadounidenses, incluidos Theodore Roosevelt y Herbert Hoover. Fue además un decidido conservacionista. Se le reconoce el mérito de haber salvado de la extinción a muchas especies. Fundó en 1918 la Save-the-Redwoods League junto con John C. Merriam y Henry Fairfield Osborn. Contribuyó a desarrollar las primeras leyes sobre la caza de ciervos en el estado de Nueva York, legislación que se difundió por otras estados a lo largo del tiempo. Fue también el creador de la gestión de la vida salvaje, ayudó en la fundación del zoológico del Bronx, construyó el Bronx River Parkway, salvó al bisonte americano como organizador de la American Bison Society, ayudó a crear el Parque nacional de los Glaciares y el Parque nacional y reserva Denali. En 1906, como secretario de la New York Zoological Society, influyó para exhibir a Ota Benga, un pigmeo congoleño, junto a los monos en el Zoo del Bronx.
Durante los años 1920 y 1930, ostentó cargos en muchas sociedades eugenesistas y filantrópicas: en el consejo de administración del Museo Americano de Historia Natural, como director de la American Eugenics Society, como vicepresidente de la Immigration Restriction League, como miembro fundador de la Galton Society y como uno de los ocho miembros del International Committee of Eugenics. Recibió la medalla de oro de la Society of Arts and Sciences en 1929. En 1931, el mayor árbol del mundo (en Dyerville, California) fue dedicado a Grant, Merriam y Osborn por el California State Board of Parks en reconocimiento a sus esfuerzos medioambientales. Una especie de caribú recibió su nombre (Rangifer tarandus granti, también conocida como Caribú de Grant). Fue miembro del Boone and Crockett Club (dedicado a la caza mayor) desde 1893, donde entabló amistad con el presidente Theodore Roosevelt. Fue cabeza de la New York Zoological Society desde 1925 hasta su muerte.
El historiador Jonathan Spiro considera que los intereses de Grant en el conservacionismo y en la eugenesia no dejan de tener una cierta relación: ambos son sellos del movimiento progresista de principios del siglo XX y ambos, en sus respectivos campos, asumen la necesidad del control. Grant sentía hacia la raza nórdica la misma ternura que hacia cualquiera de sus especies animales amenazadas, y consideraba que la moderna sociedad industrial era exactamente tan dañina para su supervivencia como lo había sido para las secuoyas. Al igual que muchos eugenesistas, creía que la civilización moderna suponía una violación del principio de «supervivencia del más apto», cuestionaba tanto la tala masiva de los bosques como la supervivencia de los pobres mediante la caridad o la beneficencia.

## Legado
Grant llegó a ser parte de la cultura popular de los años 1920 en los Estados Unidos, especialmente en Nueva York. Su conservacionismo y su fascinación por la historia natural le hicieron muy influyente sobre la élite de Nueva York que comulgaba con su causa, en particular Theodore Roosevelt. F. Scott Fitzgerald se refirió a Grant en El gran Gatsby: Tom Buchanan leía un libro titulado The Rise of the Colored Empires (El ascenso de los imperios de color) de «ese tal Goddard», una combinación entre  The Passing of the Great Race (La caída de la gran raza) de Grant y The Rising Tide of Color Against White World Supremacy (La ascendente marea de color contra la supremacía blanca en el mundo) de Stoddard (Grant escribió la introducción al libro de Stoddard). «Todo el mundo debería leerlo», comenta el personaje, «la idea es que si no estamos alerta la raza blanca se hundirá completamente. Es pura ciencia; está demostrado».
Grant murió de nefritis en 1937 sin dejar descendencia. Varios cientos de personas asistieron a su funeral y fue enterrado en el Sleepy Hollow Cemetery de Tarrytown, Nueva York. Dejó un legado de 25 000 dólares a la New York Zoological Society para la creación del «Fondo Grant para la protección de la vida salvaje», dejó 5000 dólares al Museo Americano de Historia Natural y otros 5000 al Boone and Crockett Club.
En los juicios de Núremberg, The Passing of the Great Race fue usado como prueba por la defensa de Karl Brandt, médico personal de Hitler y responsable del programa de eutanasia nazi, a fin de justificar la política racial de los nazis o al menos señalar que el racismo no era una ideología exclusiva de la Alemania nazi (parece que con poco éxito, ya que Brandt fue sentenciado a muerte).
Los trabajos de Grant sobre racismo científico son citados a menudo por los eruditos para demostrar que ciertas ideas, como el genocidio y la eugenesia que se asocian con el Tercer Reich, no nacieron precisamente en Alemania, sino que muchas de ellas tienen sus orígenes en los Estados Unidos. De este modo, a causa de sus buenos contactos y de sus amigos influyentes, con frecuencia se usa a Grant para refutar la idea de que los Estados Unidos no tienen su propia historia de racismo, eugenesia y auge de ideales cuasi-fascistas.
Debido a la fuerte relación entre su trabajo sobre eugenesia y las políticas de la Alemania Nazi, su trabajo como conservacionista ha sido bastante ignorado y oscurecido. Muchas organizaciones con las que Grant tuvo relación no desean insistir demasiado sobre ese vínculo.

## Publicaciones
- Grant, Madison. "The vanishing moose, and their extermination in the Adirondacks," The Century Magazine 47 (1894): 345–356.
- ________. The caribou. New York, Office of the New York Zoological Society, 1902.
- ________. "Moose." Report of the Forest, Fish, Game Commission, State of New York (1903): 225–238.
- ________. The Rocky Mountain goat. New York, Office of the New York Zoological Society, 1905.
- ________. "Condition of wild life in Alaska," Smithsonian Institution Annual Report, 1909 (Washington, 1910): 521–529.
- ________. The passing of the great race; or, The racial basis of European history. New York, Charles Scribner's Sons, 1916.
- ________. The passing of the great race, or, The racial basis of European history. New edn., rev. and amplified, with a new preface by Henry Fairfield Osborn. New York, Charles Scribner's Sons, 1918.
- ________. Saving the redwoods; an account of the movement during 1919 to preserve the redwoods of California. New York, Zoological Society, 1919.
- ________. The passing of the great race, or, The racial basis of European history. rev. ed. with a documentary supplement, with prefaces by Henry Fairfield Osborn. New York, Charles Scribner's Sons, 1921.
- ________. Der Untergang der grossen Rasse, die Rassen als Grundlage der Geschichte Europas. German translation of The passing of the Great Race by Rudolf Polland. München, J. F. Lehmann, 1925.
- ________, ed., with Charles Stewart Davidson. The founders of the republic on immigration, naturalization and aliens, collected for and edited by Madison Grant and Charles Stewart Davidson. New York, C. Scribner’s Sons, 1928.
- ________, ed., with Charles Stewart Davidson. The alien in our midst; or, "Selling our birthright for a mess of pottage"; the written views of a number of Americans (present and former) on immigration and its results. New York, The Galton Publishing co., 1930.
- ________. The conquest of a continent; or, The expansion of races in America. New York, Charles Scribner’s Sons, 1933.